# Igreja de Santo Estêvão (Lisboa)
A Igreja de Santo Estêvão localiza-se na freguesia de Santa Maria Maior (Lisboa), concelho e distrito de Lisboa, em Portugal.

## História
Remonta a um primitivo templo, erguido no século XII, em estilo românico.
Foi reedificada em 1733 em estilo barroco, com uma orientação norte-sul que lhe conferiu maior impacto urbanístico. Sofreu extensos danos quando do terramoto de 1755, tendo sido reparada e reaberta ao culto em 1773.
Na década de 1830 sofreu nova intervenção de restauro.
Encontra-se classificada como Monumento Nacional pelo decreto n.º 5.046, de 11 de dezembro de 1918.